# F900iT
FOMA F900iT（フォーマ・エフ きゅう まる まる アイ・ティ）は、富士通によって開発された、NTTドコモの第三世代携帯電話 (FOMA) 端末製品である。
「T」はTouch Panelの略（502itのtとは異なる）。

## 概要
900iXシリーズとしてP900iVと同時に発売された。
最大の特徴として、タッチパネルを採用し、iモード等の操作もできる。回転2軸ヒンジ方式のため、画面を外にして閉じた状態での操作も可能。
また、一般向けのドコモの携帯電話としては初のBluetoothにも対応。（以前にもBluetooth搭載のFOMA端末は存在したが、特殊な機種であり一般的ではなかった。またmovaにはBluetooth搭載機はない）。ちなみに、富士通のスマートフォンを除くFOMA端末でBluetoothが搭載された端末は、これ以降では、4年後のF-01Aまで作られていない。
外部メモリーはminiSDカード（128MBまで：ドコモ発表。それ以上は自己責任）対応である。指紋認証センサーもF900iに引き続き採用している。また、別売りの接続ケーブルを買う事で充電しながらパソコンとの情報連携も出来る。メインカメラの性能はCCD約128万画素。テレビ電話用のサブカメラはCMOS約11万画素。
iアプリは「人生ゲームF版」、「麻雀牌パズルF」、「ルーインエクスプローラー」、「フリーセル」、「Dimo i 絵文字メール」、「ちびわんふれんず2」、「マイリモコン」等のiアプリがプリインストールされている。
それ以外の機能についてはF900iと同等である。

## 歴史
- 2004年4月13日：技術基準適合証明 (TELEC) 通過
- 2004年6月1日：P900iV・N900iSと同時にドコモよりプレスリリース[1]
- 2004年6月19日：発売開始
  - 電気通信端末機器審査協会 (JATE)は非通過

## 不具合
不具合ではないが応答速度がきわめて遅い